# Граттон, Линда
Линда Граттон (родилась в феврале 1955 года) — британский специалист по теории организаций, консультант и профессор практики управления в Лондонской школе бизнеса; основательница движения Hot Spots Movement. Известна своими работами по вопросам организационного поведения.

## Биография
Родилась в Ливерпуле, Англия.  Получила степень по психологии, а затем докторскую степень в Ливерпульском университете.
После окончания учебы начала работать психологом в компании British Airways. В 1982 году перешла на должность директора в консалтинговую компанию PA Consulting Group.
В 1989 году начала академическую карьеру в качестве доцента Лондонской школы бизнеса. В 2004 году была назначена старшим научным сотрудником Британского  института передовой управленческой практики (UK's Advanced Institute of Management Practice). В 2006 году  стала директором-основателем Lehman Center for Women in Business Лондонской школы бизнеса.
В 2005 году основала «Hot Spots Movement» — группу специалистов, занимающихся исследованиями и консультированием, которая объединяет академические круги и бизнес. В октябре 2009 года группа основала консорциум по исследованию тенденций в развитии трудовых отношений (Future of Work Research Consortium), возглавив эксперимент по взаимодействию между менеджментом, учеными и руководителями. На сегодняшний день консорциум объединил руководителей более чем 110 международных компаний из Европы, Южной Африки, Японии и Австралии.
Граттон является членом Всемирного экономического форума, в рамках которого возглавляла Совет по лидерству (Council on Leadership). Она также возглавляет жюри премии Друкера и входит в руководящий орган Лондонской школы бизнеса. Она также продолжает сотрудничество со многими крупнейшими многонациональными корпорациями, включая Vodafone, Shell и Unilever. В течение многих лет входила в состав жюри премии
Financial Times and McKinsey Business Book of the Year Award. Ее книга «The 100-Year Life: Living and Working in an Age of Longevity» вошла в шорт-лист премий Financial Times и McKinsey Business Book of the Year 2016 года.

## Труды
В 2000 году вышла в свет книга Living Strategy: Putting People at the Heart of Corporate Purpose, которая с тех пор была переведена более чем на 15 языков . В книге рассматриваются вопросы человеческого измерения в контексте бизнеса со всеми его конкурентными преимуществами. Включает примеры из работы компаний Hewlett-Packard, Motorola и Graxo Wellcome .
В 2002 году статья Грэттон «Integrating the Enterprise» в которой рассматривались стратегии кооперации, была удостоена награды MIT Sloan Management Review за лучшую статью года.
В 2003 году вышла в свет книга «The Democratic Enterprise: Liberating your Business with Freedom, Flexibility and Commitment », описывающая представление автора о путях развития компаний в ближайшие десятилетия. Рецензент Financial Times отметил книгу как важный научный труд.
В 2007 году книга «Hot Spots: Why Some Companies Buzz with Energy and Innovation – and Others Don't» была оценена Financial Times как одна из самых важных бизнес-книг 2007 года. С тех пор была переведена более чем на 10 языков.
В 2009 году Грэттон основала Future of Work Research Consortium — совместный исследовательский проект, позволяющий понять, как будет выглядеть будущее трудовых отношений и как организации могут к нему подготовиться.
В 2011 году  вышла книга «Shift: The Future of Work is Already Here», в которой рассматриваются тенденции развития трудовых отношений.
В 2016 году вышла книга «The 100-Year Life: Living and Working in an Age of Longevity » (соавтор профессор Эндрю Скотт). Книга переведена на многие языки и продолжает вызывать значительный интерес во всем мире: в Японии книга стала бестселлером. Вошла в шорт-лист премии FT Business Book of the Year.

## Награды и отличия
В 2008 году Financial Times выбрала Граттон как бизнес-мыслителя, которая, весьма вероятно, окажет влияние на перемены в течение следующего десятилетия. В 2011 году The Times включила Граттон в число 15 ведущих бизнес-мыслителей современного мира. В 2011 году она заняла первое место в опросе Society for Human Resource Management «25 самых влиятельных HR-специалистов Великобритании 2011».
В 2012 году книга Граттон The Shift: The Future of Work is Already Here получила премию «Деловая книга года» в Японии и была переведена более чем на 15 языков.
В 2013 году получила премию Life Time Achievement Award журнала HR Magazine и вошла в число 15 ведущих мыслителей рейтинга Thinkers50.
В 2015 году книга Граттон The Key – How Corporations Succeed by Solving the World's Toughest Problems выиграла приз «Книга года по менеджменту». В этой книге рассматривается влияние меняющегося мира на корпоративные практики и процессы, а также на лидерство.
Работы Грэттон получили признание во всем мире. Так, в Индии она получила приз корпорации Tata Group, в Австралии — приз за исследования по HR. В 2017 году Грэттон стала советником инициативы @GoogleOrg, направленной на то, чтобы помочь людям подготовиться к изменениям на рынке труда; она стала  единственным иностранцем, приглашенным премьер-министром Японии Синдзо Абэ в  консультативный «Совет по разработке общества 100-летних».

## Избранные публикации
Книги:
- Линда Граттон, Эндрю Скотт. Новое долголетие. На чем будет строиться благополучие людей в меняющемся мире = Lynda Gratton, Andrew Scott. The New Long Life : A Framework for Flourishing in a Changing World / пер. В. Скворцов. — М.: Интеллектуальная литература, 2021. — 321 с. — ISBN 978-5-907394-13-1.
- Линда Граттон, Эндрю Скотт. Эпоха долголетия: Активная и счастливая жизнь в любом возрасте = Lynda Gratton, Andrew Scott. The 100-Year Life: Living and Working in an Age of Longevity / пер. А. Рябов. — М.: Альпина Паблишер, 2020. — 336 с. — ISBN 978-5-9614-2506-2.
- Линда Граттон. Будущее работы: Что нужно делать сегодня, чтобы быть востребованным завтра = Lynda Gratton. The Shift: The Future of Work is Already Here / пер. Новицкая Светлана. — М.: Альпина Паблишер, 2012. — 252 с. — ISBN 978-5-9614-1724-1ref = Граттон.
- Gratton, Lynda (1999) Strategic Human Resource Management: Corporate Rhetoric and Human Reality, Oxford University Press, May 1999.
- Gratton, Lynda (2000) Living Strategy: Putting People at the Heart of Corporate Purpose, Financial Times/Prentice Hall, April 2000.
- Gratton, Lynda (2004) The Democratic Enterprise: Liberating your Business with Freedom, Flexibility and Commitment, Financial Times/Prentice Hall, 2004.
- Gratton, Lynda (2007) Hot Spots: Why Some Teams, Workplaces, and Organisations Buzz with Energy and Others Don't, Financial Times/Prentice Hall, 2007.
- Gratton, Lynda (2009) Glow: How you can radiate energy, innovation and success, Financial Times/Prentice Hall, 2009.
- Gratton, Lynda (2011) The Shift: The Future of Work is Already Here, HarperCollins Business, 2011.
- Gratton, Lynda (2014) The Key: How Corporations Succeed by Solving the World's Toughest Problems, McGraw-Hill Education, 2014.
- Gratton, Lynda & Scott, Andrew (2016) 100-year life: living and working in an age of longevity, Bloomsbury 2016.

Статьи:
- The Challenge of Scaling Soft Skills by Lynda Gratton in the MIT Sloan Management Review 2018
- How Leaders Face the Future of Work by Lynda Gratton in the MIT Sloan Management Review 2018
- The Long Journey to Understanding Intangible Assets by Lynda Gratton in the MIT Sloan Management Review 2018
- Corporate Implications of Longer Lives by Lynda Gratton & Andrew Scott in the MIT Sloan Management Review 2017 Spring Vol 58:3 p 63-70
- Rethinking the Manager's Role by Lynda Gratton in the MIT Sloan Management Review 2016 Fall Vol 58:1 p 24-27
- Gender role self-concept, categorical gender, and transactional-transformational leadership: Implications for perceived workgroup performance by Lynda Gratton and J H Wolfram in the Journal of Leadership and Organizational Studies 2014 Vol 21:4 p 338-353
- The Third Wave of Virtual Work By Lynda Gratton & Tammy Johns Published in the Harvard Business Review: January 2013
- End of the Middle Manager By Lynda Gratton Published in the Harvard Business Review: January 2011
- Lynda Gratton investigates the Future of Work By Lynda Gratton Published in the Business Strategy Review: Autumn 2010
- Eight Ways to Build Collaborative Teams By Lynda Gratton & Tammy Erickson Published in the Harvard Business Review: November 2007
- Bridging Faultlines in Diverse Teams By Lynda Gratton, Andreas Voigt and Tammy Erickson Published in MIT Sloan Management Review: Summer 2007
- Truss, Catherine, and Lynda Gratton. "Strategic human resource management: A conceptual approach." International Journal of Human Resource Management 5.3 (1994): 663–686.
- Truss, C., Gratton, L., Hope‐Hailey, V., McGovern, P., & Stiles, P. (1997). Soft and hard models of human resource management: a reappraisal. Journal of Management Studies, 34(1), 53–73.
- McGovern, P., Gratton, L., Hope‐Hailey, V., Stiles, P., & Truss, C. (1997). Human resource management on the line?. Human Resource Management Journal, 7(4), 12–29.
- Gratton, L., Hope‐Hailey, V., Stiles, P., & Truss, C. (1999). Linking individual performance to business strategy: The people process model. Human Resource Management, 38(1), 17–31.
- Ghoshal, Sumantra, and Lynda Gratton. "Integrating the enterprise." Sumantra Ghoshal On Management: A Force For Good (2005): 313.